# Animal House
Animal House es el álbum debut de la banda alemana de heavy metal U.D.O., publicado en 1987 por RCA Records. Todas las canciones habían sido escritas por Accept para un eventual lanzamiento, sin embargo, estas fueron descartadas luego del receso de 1986 tras la gira de Russian Roulette. Por este motivo, en 2005 el vocalista Udo Dirkschneider en una entrevista mencionó que fue el disco más fácil de hacer con U.D.O.: «...Porque ya teníamos todo listo». A pesar de que las canciones ya estaban compuestas, Udo convocó a los músicos de Warlock —Peter Szigeti y Frank Rittel— y de Sinner —Mathias Dieth— y al batería Thomas Franke para grabarlas.
El disco recibió una crítica positiva por parte de la prensa especializada, que en su gran mayoría destacaron un sonido similar a Balls to the Wall, y por no tener intervenciones de los estilos que imperaban en ese momento en el mercado. Por otro lado, en 1988 el álbum alcanzó el puesto 41 en la lista sueca Sverigetopplistan.

## Lista de canciones
Todas las canciones escritas por Accept y Deaffy.

| N.º | Título             | Duración |  |
| 1.  | «Animal House»     | 4:19     |  |
| 2.  | «Go Back to Hell»  | 4:31     |  |
| 3.  | «They Want War»    | 4:12     |  |
| 4.  | «Black Widow»      | 4:29     |  |
| 5.  | «In the Darkness»  | 4:03     |  |
| 6.  | «Lay Down the Law» | 3:47     |  |
| 7.  | «We Want It Loud»  | 4:06     |  |
| 8.  | «Warrior»          | 4:12     |  |
| 9.  | «Coming Home»      | 3:39     |  |
| 10. | «Run for Cover»    | 4:43     |  |

| Pista adicional en la versión disco compacto, 1987 |                                                                        |          |  |
| N.º                                                | Título                                                                 | Duración |  |
| 11.                                                | «Hot Tonight» (incluida como la pista ocho en posteriores reediciones) | 4:47     |  |

| Pistas adicionales en la versión aniversario de 2013 |                                   |          |  |
| N.º                                                  | Título                            | Duración |  |
| 12.                                                  | «Animal House» (en vivo)          | 3:58     |  |
| 13.                                                  | «They Want War» (en vivo)         | 5:42     |  |
| 14.                                                  | «In The Darkness» (en vivo)       | 6:05     |  |
| 15.                                                  | «They Want War» (videoclip)       | 4:25     |  |
| 16.                                                  | «Go Back to Hell» (video en vivo) | 4:02     |  |

## Músicos
- Udo Dirkschneider: voz
- Mathias Dieth: guitarra eléctrica
- Peter Szigeti: guitarra eléctrica
- Frank Rittel: bajo
- Thomas Franke: batería
- Coro de niños y jóvenes de Pulheim: coros y voces adicionales en «They Want War» (artistas invitados)